# Nocticola remyi
Nocticola remyi es una especie de cucaracha del género Nocticola, familia Nocticolidae. Fue descrita científicamente por Chopard en 1950.
Habita en Madagascar.